# Faro de Punta Cumplida
El faro de Punta Cumplida es un faro situado en la localidad de Barlovento, en la isla de La Palma (provincia de Santa Cruz de Tenerife, Canarias, España). 

## Historia

Permitidas las obras 1857, empezaron estas 1861 y tardaron hasta la inauguración del faro 1867. 1997 le fue cambiado por primera vez la linterna y se le adjuntó una segunda balconada. La linterna se guardó en la sala de entrada del puerto de Santa Cruz de Tenerife hasta volver 2013 a Barlovento, donde la instalaron en frente del ayuntamiento.
En agosto de 2011 el faro se convirtió en el primero de Europa en utilizar lámparas LED de alta potencia lo que permite un importante ahorro energético. La nueva óptica consiste en una matriz hexagonal de seis paneles con cuatro lámparas LED en cada uno que dan una intensidad luminosa total de 505.000 candelas. Dicha matriz está montada en un tambor giratorio para conseguir la característica de un destello en 5 segundos. El alcance nominal de la nueva óptica es de 24 millas náuticas, aunque se ha podido ver la luz del faro hasta 40 millas náuticas mar adentro.
2017 se permite para 35 años el cambio de uso de las edificaciones. Al finalizar las obras 2019 se abre el hotel, ofreciendo dos unidades con dos camas cada una, otra para hasta cuatro personas - y la posibilidad de quedarse con el faro entero.

## Características
El faro consiste en una torre troncocónica de 36 metros de altura, de mampostería con doble galería y linterna pintadas de color blanco, y adosada a un edificio de una sola planta.
Emite un destello de luz blanca, limitada al sector entre los grados 104,5º y 337º, de 0,5 segundos de duración dentro de un ciclo total de 5 segundos. Su alcance nominal nocturno es de 24 millas náuticas.